# Beach handball ai III Giochi olimpici giovanili estivi
I tornei di beach handball dei III Giochi olimpici giovanili estivi si è svolto nel Parque Sarmiento di Buenos Aires dal 7 al 13 ottobre 2018. Il beach handball ha fatto il suo debutto ai Giochi olimpici giovanili sostituendo la pallamano tradizionale.

## Qualificazioni
Squadre qualificate:
Maschili
- Argentina
- Mauritius
- Venezuela
- Paraguay
- Taipei cinese
- Thailandia
- Spagna
- Italia
- Portogallo
- Uruguay
- Ungheria
- Croazia

Femminili
- Argentina
- Mauritius
- Venezuela
- Paraguay
- Taipei cinese
- Hong Kong
- Ungheria
- Paesi Bassi
- Croazia
- Samoa Americane
- Russia
- Turchia

## Podi
| Evento               | Oro       | Argento    | Bronzo    |
| Maschile (dettagli)  | Spagna    | Portogallo | Argentina |
| Femminile (dettagli) | Argentina | Croazia    | Ungheria  |